# James W. Payne
James W. Payne (Ogden, 11 de novembro de 1929 — Salt Lake City, 12 de agosto de 1992) é um diretor de arte estadunidense. Venceu o Oscar de melhor direção de arte na edição de 1974 por The Sting, ao lado de Henry Bumstead.